# Sambor I.
Sambor I. (* um 1150; † 7. Februar 1207) war ein Herzog von Pommerellen, der ab 1187 regierte.  In der älteren deutschen Historiographie wurde er als der eigentliche Begründer der pommerellischen Dynastie der Samboriden betrachtet, die nach ihm benannt wurde.

Sambor I., freistehend in Kleidung des 16./17. Jahrhunderts, Kupferstich von 1749 in Anwandlung eines Epitaphs im Kloster Oliva

## Leben und politischer Werdegang
Sambor I. war ein Sohn Sobiesławs I. († 1187) und der Bruder Mestwins I. (†  1220).
Er hatte seinen Sitz in der Burg von Danzig. Die Burg lag auf einer erhöhten Kämpe inmitten der sumpfigen Mottlauniederung dort, wo der Fluss kurz vor seiner Mündung in die Weichsel eine scharfe Biegung von Süden nach Osten macht. So war sie gegen feindliche Angriffe geschützt und konnte zugleich die Zufahrt zum langgestreckten Fischerdorf überwachen. Die Befestigungen bestanden damals noch aus Lehm- und Erdwällen, die durch Holzkonstruktionen verstärkt waren. 
Sambor begünstigte, wie sein Vater, die Sesshaftmachung deutscher Siedler und Kaufleute. Für diese stiftete er 1190 die Sankt-Nicolai-Kirche „vor Danzig im Felde“. Der Heilige Nikolaus war der Patron der Seehandel treibenden Kaufleute. Daher finden sich auch große Nikolaikirchen in Lübeck, Wismar, Stralsund, Berlin, Elbing, Reval und an anderen Orten. 
Nach der Chronica Polonorum von Sambors Zeitgenossen Wincenty Kadłubek (* 115ß; † 1223) gilt Sambor I. als Statthalter Polens, eingesetzt von Kasimir II., 1177–1194 Seniorherzog von Polen. 
Der Historiker Johannes Voigt (1786–1863) stellte 1827 die Aussagen der Chronica Polonorum mit der Begründung in Zweifel, dass sich die Samboriden in ihren Urkunden als Princeps (Fürst) bezeichneten, ohne einen polnischen Oberherren, insbesondere den langjährigen Seniorherzog Leszek I. (1194–1198, 1206–1210 und 1211–1227) zu erwähnen. Er schreibt auch von einer Eigenbezeichnung als Dux (Herzog), ohne sie zu belegen.
Bekanntlich war Polen aber zu der Zeit Sambors und Kadłubeks in eine Vielzahl von Herzogtümern aufgeteilt, von denen die meisten allerdings von Zweigen der Piastendynastie regiert wurden; die Klammern bildeten das Seniorat des ältesten der Piastenherzöge und das Erzbistum Gnesen. Das Danziger Pommern gehörte wie das südlich angrenzende Kujawien zum Bistum Włocławek, einem Suffragan des Erzbistums Gnesen.
Sambor starb im Jahre 1207. Sein Nachfolger wurde sein  jüngerer Bruder
Mestwin I.

## Ehe und Nachkommen
Sambor hatte zwei Söhne mit einer Frau unbekannten Namens und Herkunft:
- Sobiesław II. (ca. 1207–1217/1223), unter Vormundschaft in jungen Jahren gestorben;
- Swantepolk I. (ca. 1207–1227), unter Vormundschaft in jungen Jahren gestorben;